# Savières (Ourcq)
Die Savières ist ein kleiner Fluss in Frankreich, der im Département Aisne in der Region Hauts-de-France verläuft. Sie entspringt beim Ort Parcy im westlichen Gemeindegebiet von Parcy-et-Tigny, entwässert generell Richtung Südwest und mündet nach rund 18 Kilometern im südwestlichen Gemeindegebiet von Troësnes als rechter Nebenfluss in den Ourcq. In ihrem mittleren Abschnitt wird die Savières auf einer Länge von etwa fünf Kilometern von der Bahnstrecke La Plaine–Hirson begleitet.

## Orte am Fluss
(Reihenfolge in Fließrichtung)
- Morembœuf, Gemeinde Vierzy
- Villers-Hélon
- Longpont
- Violaine, Gemeinde Louâtre
- Corcy
- Mancreux, Gemeinde Faverolles
- Ancienville
- Troësnes